# Tipula quinquespinis
Tipula quinquespinis är en tvåvingeart som beskrevs av Günther Theischinger 1980. Tipula quinquespinis ingår i släktet Tipula och familjen storharkrankar. Inga underarter finns listade i Catalogue of Life.